# Arroyo Agua Azul, Chiapas
Arroyo Agua Azul är en ort i Mexiko.   Den ligger i kommunen Salto de Agua och delstaten Chiapas, i den sydöstra delen av landet, 800 km öster om huvudstaden Mexico City. Arroyo Agua Azul ligger 72 meter över havet och antalet invånare är 255.
Terrängen runt Arroyo Agua Azul är varierad, och sluttar norrut. Runt Arroyo Agua Azul är det ganska glesbefolkat, med 38 invånare per kvadratkilometer. Närmaste större samhälle är Salto de Agua, 15,2 km väster om Arroyo Agua Azul. I omgivningarna runt Arroyo Agua Azul växer i huvudsak städsegrön lövskog.